# Erebia dromulus
Erebia dromulus är en fjärilsart som beskrevs av Otto Staudinger och Hans Rebel 1901. Erebia dromulus ingår i släktet Erebia och familjen praktfjärilar. Inga underarter finns listade i Catalogue of Life.